# Brian Hodge
Brian Hodge (* 1960 in Illinois) ist ein US-amerikanischer Autor von Horrorromanen.

## Leben
Er hat bisher elf Romane und etwa 100 Kurzgeschichten geschrieben.
Hodge wurde für mehrere Literaturpreise nominiert (Bram Stoker Award, World Fantasy Award, Dagger Award), gewann jedoch nur einmal (2004), und zwar den International Horror Guild Award.
Neben dem Schreiben betätigt sich Brian Hodge als Musiker in dem Projekt "Axis Mundi".

## Werke (Auswahl)
Romane
- Dark Advent. Windsor Publ., New York 1988, ISBN 1-55817-088-X.
- Rune. Ein unheimlicher Roman („Oasis“, 1989). Festa Verlag, Leipzig 2004[1], ISBN 978-3-86552-017-3.[2]
- Nightlife. Horror-Roman („Nightlife“, 1991). Festa Verlag, Leipzig 2006, ISBN 978-3-935822-76-3.[2]
- Death Grip. A novel (Abyss). Dell, New York 1992, ISBN 0-440-21112-3.
- Totenstadt. Roman („The Darker Saints“, 1993). Festa Verlag, Leipzig 2006, ISBN 978-3-865520-38-8.[3]
- Prototype. Dell, New York 1996, ISBN 0-440-21628-1.
- Wild Horses. A novel. Ballantine Books, New York 2001, ISBN 0-3454-3810-8.
- Hellboy, Bd. 1: On Earth as It Is in Hell Pocket Books, London 2005, ISBN 1-4165-0782-5.
- World of Hurt. Earthling Publ., Nothborough, MA 2006, ISBN 978-0-9766-3397-6.
- Mad Dogs. Cemetery Dance Publ., Baltimore, MD 2007, ISBN 978-1-5876-7149-4.

Anthologien
- The Convulsion Factory. Macabre Ink, Herford, NC 2011, ISBN 978-1-4416-9041-8.
- Falling Idols. Silver Salamander Press, Seattle, WA 1998.
- Lies and Ugliness. Night Shade Books, San Francisco 2001, ISBN 1-8923-8917-7.
- Pickering the bones. Cemetery Dance Publ., Forest Hill, MD 2011, ISBN 978-1-5876-7220-0.
- Von Heiligen und Mördern. Zwei Novellen (Edition Metzengerstein; Bd. 11). Blitz-Verlag, Windeck 1999.[4]